# Motherwell Football Club 2013-2014
Questa voce raccoglie le informazioni riguardanti il Motherwell Football Club nelle competizioni ufficiali della stagione 2013-2014.

## Divise e sponsor
| Casa | Trasferta | Terza maglia |

## Rosa
| N. |                        | Ruolo | Calciatore              |
| -- | ---------------------- | ----- | ----------------------- |
| 1  | Scozia (bandiera)      | P     | Lee Hollis              |
| 2  | Scozia (bandiera)      | D     | Craig Reid              |
| 3  | Scozia (bandiera)      | D     | Steven Hammell          |
| 4  | Inghilterra (bandiera) | D     | Simon Ramsden           |
| 5  | Inghilterra (bandiera) | D     | Shaun Hutchinson        |
| 6  | Scozia (bandiera)      | D     | Stephen McManus         |
| 7  | Scozia (bandiera)      | C     | James McFadden          |
| 8  | Scozia (bandiera)      | C     | Paul Lawson             |
| 9  | Inghilterra (bandiera) | A     | John Sutton             |
| 11 | Scozia (bandiera)      | C     | Iain Vigurs             |
| 12 | Fær Øer (bandiera)     | P     | Gunnar Nielsen          |
| 14 | Scozia (bandiera)      | C     | Keith Lasley (capitano) |
| 15 | Inghilterra (bandiera) | D     | Adam Cummins            |

| N. |                              | Ruolo | Calciatore          |
| -- | ---------------------------- | ----- | ------------------- |
| 16 | Scozia (bandiera)            | A     | Robert McHugh       |
| 17 | Antigua e Barbuda (bandiera) | D     | Zaine Francis-Angol |
| 18 | Scozia (bandiera)            | C     | Stuart Carswell     |
| 20 | Scozia (bandiera)            | D     | Fraser Kerr         |
| 22 | Scozia (bandiera)            | A     | Craig Moore         |
| 23 | Scozia (bandiera)            | D     | Euan Murray         |
| 24 | Estonia (bandiera)           | A     | Henri Anier         |
| 25 | Inghilterra (bandiera)       | C     | Lionel Ainsworth    |
| 26 | Scozia (bandiera)            | C     | Jack Leitch         |
| 29 | Scozia (bandiera)            | A     | Dale Shirkie        |
| 34 | Scozia (bandiera)            | C     | Chris Cadden        |
| 51 | Rep. Ceca (bandiera)         | P     | Dan Twardzik        |